# Turkka Mastomäki
Turkka Veli Johannes Mastomäki (* 28. Juni 1970 in Seinäjoki) ist ein finnischer Schauspieler.

## Leben
Turkka Mastomäki studierte von 1991 bis 1995 an der Theaterakademie Helsinki. Seitdem war er als Theaterschauspieler in unterschiedlichen Städten wie Helsinki, Tampere und Pori tätig. Er hatte mehrere Engagements an Theatern wie dem Arbeitertheater Tampere und dem Finnischen Nationaltheater.
Nach mehreren kleinen Nebenrollen in unterschiedlichen Fernsehproduktionen hatte Mastomäki seinen Durchbruch als Fernsehschauspieler in der Rolle des Ville Kilappa in der von 1998 bis 2000 ausgestrahlten Fernsehserie Samaa sukua, eri maata. Seitdem wirkte er in über 50 Film- und Fernsehproduktionen mit. Er war in Fernsehserien wie Nurses und Bordertown sowie Filmen wie Unknown Soldier – Kampf ums Vaterland und Das Geheimnis der versunkenen Yacht zu sehen.
Mastomäki war von 2006 bis 2013 mit der finnischen Sängerin Sani liiert. Mit ihr hat er eine 2010 geborene Tochter.

## Filmografie
- 1998–2000: Samaa sukua, eri maata (Fernsehserie, 52 Folgen)
- 2005: Die Handymafia (NDA – salassapitosopimus)
- 2010: Tatort: Tango für Borowski
- 2014: Nurses (Syke, Fernsehserie, eine Folge)
- 2017: Unknown Soldier – Kampf ums Vaterland (Tuntematon sotilas)
- 2019: Bordertown (Sorjonen, Fernsehserie, drei Folgen)
- 2020: Wingman (Luottomies, Fernsehserie, eine Folge)
- 2021: Das Geheimnis der versunkenen Yacht (Pertsa & Kilu)
- 2022: Helsinki-Syndrom (Helsinki-syndrooma, Fernsehserie, acht Folgen)